# Louise Blenman
Louise Esther Blenman est une ancienne juge d'appel de la Cour suprême de la Caraïbe orientale et présidente de la Cour suprême du Belize.

## Biographie
Née à Georgetown, elle est guyanaise de naissance et saint-lucienne par naturalisation. Elle obtient un Bachelor of Laws (Upper Second Honours) à l'université des Indes occidentales en 1986, un certificat de formation juridique à la Hugh Wooding Law School en 1988 et un Master of Laws à l'université de Londres avec mention,,.
Sa carrière juridique débute au Guyana en 1988, où elle occupe diverses fonctions, notamment celle d'avocate générale adjointe par intérim au sein du Cabinet de l’Attorney General. En 1990, alors qu'elle travaillait au Cabinet, elle reçoit une bourse du Commonwealth et suit des cours pour avocat à l'Institute of Advanced Legal Studies (en) et à l'université de Londres. Pendant cette période, elle est l'élève de Lord Anthony Lester de Herne Hill. Au Guyana, elle est également magistrate suppléante à la division pénale des tribunaux de première instance du pays. Elle pratique le droit privé en tant qu'associée de M. Rex McKay, SC. Et, de 1992 à 2000, elle est chargée de cours de droit à l'université du Guyana.
En septembre 2000, la juge Blenman est nommée Avocate Générale (Solicitor General) de Sainte-Lucie, poste qu'elle occupe jusqu'à ce qu'elle soit élevée au rang de juge de la Haute Cour de la Cour suprême des Caraïbes orientales en 2003. En tant que juge de la Haute Cour, elle sert à Saint-Vincent-et-les-Grenadines, en Dominique, à Antigua-et-Barbuda et à Anguilla. Elle est également membre de plusieurs comités, conseils et commissions, tant au Guyana que dans la Caraïbe orientale. De janvier 2010 à janvier 2016, elle est présidente de l'Institut de formation judiciaire de la Cour suprême de la Caraïbe orientale,. Elle est membre du comité de médiation de la Cour suprême de la Caraïbe orientale. Elle est aussi présidente des comités de médiation d'Antigua-et-Barbuda et d'Anguilla, présidente du comité sur les lignes directrices en matière de condamnation de la Cour suprême de la Caraïbe orientale et membre du comité de réforme de la justice pénale de Saint-Vincent-et-les-Grenadines. Elle est également membre de la Commission des services judiciaires et juridiques d'Anguilla.
Après avoir été juge à la Haute Cour pendant neuf ans, la juge Blenman est nommée juge d'appel à la Cour suprême de la Caraïbe orientale en 2012,, puis juge d'appel pendant dix ans. Elle prête serment en tant que juge en chef du Belize le 2 septembre 2022, remplaçant Kenneth Benjamin qui a quitté le poste en 2020 et Michelle Arana, qui occupait le poste en tant que juge en chef par intérim depuis lors. Arana ayant occupé le poste par intérim, Blenman est officiellement la première femme à occuper le poste de juge en chef du Belize.

### Vie privée
Louise Blenman est la sœur cadette du Dr Lloyd Blenman, professeur de finances et la sœur aînée de l'avocate Gloria Blenman-De Clou.